# Ухарський Федір Валерійович
Фе́дір Вале́рійович Ухарський (1976—2014) — доброволець, прапорщик резерву Міністерства внутрішніх справ України.

## Життєпис
Народився 1976 року в місті Мари (Туркменистан) у родині військовослужбовця. Батько загинув; мама привезла сина до рідної України. Вступив на навчання до суворовського військового училища чи спеціальної школи-інтернату з посиленою фізичною підготовкою (імовірно закінчив Львівський ліцей із посиленою фізичною підготовкою ім. Героїв Крут). Навчався в Одеському інституті Сухопутних військ ЗСУ; згодом звільнився у запас. Одружився, жив із родиною в селі Тептіївці Богуславського району.
Після подій Євромайдану — у яких брав активну участь — вирішив стати до лав Національної гвардії України, уклав контракт про проходження служби у військовому резерві НГУ. Служив на посаді офіцера взводу інструкторів батальйону оперативного призначення Київської конвойної бригади, учасник російсько-української війни.
У останньому бою прикрив собою командира підрозділу, прийнявши більшість хвилі осколків від вибуху гранати. 3 вересня 2014 року помер у Харківському військовому госпіталі від поранень, яких зазнав 28 серпня, потрапивши в засідку біля Дебальцевого.
У колишньої дружини залишилися донька 2003 р.н. та син 2004 р.н.
Похований у селі Тептіївка Богуславського району.

## Нагороди і вшанування
- За особисту мужність і героїзм, виявлені у захисті державного суверенітету та територіальної цілісності України, вірність військовій присязі посмертно нагороджений

орденом «За мужність» III ступеня.
- Його портрет розміщений на меморіалі «Стіна пам'яті полеглих за Україну» у Києві: секція 4, ряд 8, місце 8
- Вшановується в меморіальному комплексі «Зала пам'яті», в щоденному ранковому церемоніалі 3 вересня[3]